# Николаевка (Октябрьский район)
Николаевка — хутор в Октябрьском районе Ростовской области.
Входит в состав Мокрологского сельского поселения.

## География
На хуторе имеется одна улица — Луговая.

## Население
| 2010 |
| ---- |
| 55   |